# Polly Peck
Polly Peck International plc, meglio nota come Polly Peck, e talvolta abbreviata come PPI, è stata una holding britannica che operava in diversi settori, attiva fino al 1991, quando cessò per bancarotta. 

## Storia
Polly Peck fu fondata a Londra nel 1940 come piccola casa di moda dai coniugi Raymond e Sybill Zelker. I vestiti realizzati da Sybill, ebbero enorme successo e Polly Peck divenne una delle più prestigiose firme di moda femminile britanniche.
Divenuta Polly Peck Holdings Ltd e finita in crisi sul finire degli anni settanta, nel 1980, il 58% delle sue azioni furono rilevate dalla Restro Investments, società facente capo al finanziere turco-cipriota Asil Nadir. La nuova proprietà contribuì all'espansione dell'azienda londinese, e alla sua diversificazione con l'ingresso in altri settori. In quello stesso anno, fu quotata alla Borsa di Londra, e rilevò Cornell Dresses, che cinque anni più tardi, nel 1985 fu assorbita nella Polly Peck International plc, con sede a Berkeley Square.  Nel 1984, in accordo con Thorn EMI creò una joint venture in Turchia, la Vestel, azienda produttrice di elettronica di consumo. Nel periodo 1988-89, Polly Peck rilevò altre aziende, tra cui la statunitense Del Monte Foods (agroalimentare), la britannica Russel Hobbits (elettrodomestici), la giapponese Sansui (elettronica) e l'italiana Imperial (elettronica), e creò altre joint venture in Paesi Bassi, Spagna, Hong Kong e Stati Uniti.
Polly Peck incappò successivamente in una grave crisi finanziaria, dovuta ad una gravosa situazione debitoria, che portò ad un'indagine della Inland Revenue, l'agenzia delle entrate britannica. Nell'ottobre 1990, passò in amministrazione controllata, e due mesi più tardi, Nadir fu arrestato. L'azienda fallì nel 1991, dopo che gli investigatori del SFO avevano iniziato a indagare sulle finanze di Nadir, che fuggì dal paese nel 1993. Quello di Polly Peck è ricordato come il più grande scandalo finanziario mai avvenuto in Gran Bretagna.

## Informazioni e dati
Polly Peck International plc, holding con sede a Londra, controllava diverse aziende operanti nei settori della moda, del tessile, dell'elettronica, dell'agroalimentare, della finanza, e quello immobiliare.
Era uno dei più grandi gruppi industriali del Regno Unito, che nel 1989 contava 17.227 dipendenti, ed aveva realizzato un fatturato di 845 milioni di sterline ed un utile netto di 161,4 milioni.